# Bertoncourt
Bertoncourt es una comuna francesa situada en el departamento de Ardenas, en la región de Gran Este.

## Demografía
| 151 | 147 | 157 | 166 | 147 | 147 | 126 |
| Para los censos de 1962 a 1999 la población legal corresponde a la población sin duplicidades (Fuente: INSEE [Consultar]) |     |     |     |     |     |     |